# Beverly D'Angelo
Beverly Heather D'Angelo (Columbus, 15 novembre 1951) è un'attrice e cantante statunitense.

## Biografia
Nata a Columbus, nell'Ohio, è figlia di Priscilla Ruth Smith, una violinista, e Eugene Constantino "Gene" D'Angelo, un bassista di origine italiana che gestiva una stazione televisiva, figlio di Nicola D'Angelo e Filomena Trombetta, nativi di Introdacqua. Suo nonno materno, Dwight Howard Smith, era l'architetto che ha progettato l'Ohio Stadium, conosciuto anche come Ferro di cavallo presso la Ohio State University. Ha tre fratelli, Jeff, Tim e Tony. Ha frequentato Upper Arlington High School.
Deve la sua fama principalmente al personaggio di Ellen Griswold, moglie di Clark Griswold nella saga della famiglia americana in vacanza per il mondo nei 4 film della serie National Lampoon's Vacation. Anche cantante, è ricordata per il ruolo molto intenso della madre in American History X e per quello di Sheila Franklin in Hair. Vanta una candidatura ai Golden Globe del 1981 come miglior attrice non protagonista per il ruolo di Patsy Cline ne La ragazza di Nashville (1980).

## Vita privata
Dal 1981 al 1983 è stata sposata con l'ex nobile italiano Lorenzo Salviati: da questo matrimonio, conclusosi col divorzio, non sono nati figli. Si è in seguito legata sentimentalmente a Neil Jordan e ad Anton Furst. È stata poi compagna per 5 anni di Al Pacino e il 25 gennaio 2001 ha dato alla luce due gemelli, Olivia Rose e Anton James, nati tramite fecondazione in vitro. Si trattava dei suoi primi figli e del secondo e terzo per Al Pacino. Dopo la separazione tra i due attori è iniziata una dura battaglia legale per la custodia dei figli.

## Filmografia

### Cinema
- Sentinel (The Sentinel), regia di Michael Winner (1977)
- Io e Annie (Annie Hall), regia di Woody Allen (1977)
- Filo da torcere (Every Which Way But Loose), regia di James Fargo (1978)
- Hair, regia di Miloš Forman (1979)
- La ragazza di Nashville (Coal Miner's Daughter), regia di Michael Apted (1980)
- Crazy Runners - Quei pazzi pazzi sulle autostrade (Honky Tonk Freeway), regia di John Schlesinger (1981)
- Paternity, regia di David Steinberg (1981)
- Scontro al vertice (Highpoint), regia di Peter Carter (1982)
- National Lampoon's Vacation, regia di Harold Ramis (1983)
- Il treno più pazzo del mondo (Finders Keepers), regia di Richard Lester (1984)
- Get Out of My Room, regia di Cheech Marin (1985)
- Ma guarda un po' 'sti americani (National Lampoon's European Vacation), regia di Amy Heckerling (1985)
- Il grande imbroglio (Big Trouble), regia di John Cassavetes (1986)
- Il pomo di Adamo (In the Mood), regia di Phil Alden Robinson (1987)
- Aria, regia di Robert Altman (1987)
- A servizio ereditiera offresi (Maid To Order), regia di Amy Jones (1987)
- High Spirits - Fantasmi da legare (High Spirits), regia di Neil Jordan (1988)
- Trading Hearts, regia di Neil Leifer (1988)
- Intrigo mortale (Cold Front), regia di Allan A. Goldstein (1989)
- National Lampoon's Christmas Vacation - Un Natale esplosivo! (National Lampoon's Christmas Vacation), regia di Jeremiah S. Chechik (1989)
- Caccia al testamento (Daddy's Dyin'... Who's Got the Will?), regia di Jack Fisk (1990)
- Uno sconosciuto alla porta (Pacific Heights), regia di John Schlesinger (1990) - cameo
- Un amore, forse due (The Miracle), regia di Neil Jordan (1991)
- Mio papà è il Papa (The Pope Must Die), regia di Peter Richardson (1991)
- Annunci di morte (Lonely Hearts), regia di Andrew Lane (1991)
- La gatta e la volpe (Man Trouble), regia di Bob Rafelson (1992)
- Jack colpo di fulmine (Lightning Jack), regia di Simon Wincer (1994)
- Due teneri angioletti (The Crazysitter), regia di Michael James McDonald (1995)
- La prossima vittima (Eye for an Eye), regia di John Schlesinger (1996)
- Edie & Pen, regia di Matthew Irmas (1996)
- Love Always, regia di Jude Pauline Eberhard (1996)
- The Good Life, regia di Alan Mehrez (1997)
- Las Vegas - Una vacanza al casinò (National Lampoon's Vegas Vacation), regia di Stephen Kessler (1997)
- Ecstasy Generation (Nowhere), regia di Gregg Araki (1997)
- Illuminata, regia di John Turturro (1998)
- Attori (With Friends Like These...), regia di Philip Frank Messina (1998)
- American History X, regia di Tony Kaye (1998)
- Sugar Town, regia di Allison Anders e Kurt Voß (1999)
- Alta fedeltà (High Fidelity), regia di Stephen Frears (2000) - non accreditata
- Women in Film, regia di Bruce Wagner (2001)
- Happy Birthday, regia di Helen Mirren (2001)
- Il sogno di un'estate (Summer Catch), regia di Michael Tollin (2001)
- King of the Corner, regia di Peter Riegert (2004)
- Gamers, regia di Christopher Folino (2006)
- Relative Strangers - Aiuto! sono arrivati i miei (Relative Strangers), regia di Greg Glienna (2006)
- Game of Life, regia di Joseph Merhi (2007)
- La coniglietta di casa (The House Bunny), regia di Fred Wolf (2008)
- Il mio amico Ted (Aussie and Ted's Great Adventure), regia di Shuki Levy (2009)
- I Heart Shakey, regia di Kevin Cooper (2012)
- All American Christmas Carol, regia di Ron Carlson (2013)
- Bounty Killer, regia di Henry Saine (2013)
- Come ti rovino le vacanze (Vacation), regia di John Francis Daley e Jonathan M. Goldstein (2015)
- Accidental Love, regia di David O. Russell (2015)
- Wakefield - Nascosto nell'ombra (Wakefield), regia di Robin Swicord (2016)
- The Good House, regia di Maya Forbes e Wally Wolodarsky (2021)
- Una notte violenta e silenziosa (Violent Night), regia di Tommy Wirkola (2022)
- Summer Camp, regia di Castilel Landon (2024)

### Televisione
- Nel regno delle fiabe (Shelley Duvall's Faerie Tale Theatre) - serie TV, episodio 2x03 (1983)
- Le mani di uno sconosciuto (Hands of a Stranger), regia di Larry Elikann - film TV (1987)
- S.O.S. Terra (The Man Who Fell to Earth), regia di Bobby Roth - film TV (1987)
- I racconti della cripta (Tales from the Crypt) - serie TV, 1 episodio (1992)
- Trial: The Price of Passion, regia di Paul Wendkos - film TV (1992)
- Un bambino perso per sempre (A Child Lost Forever: The Jerry Sherwood Story), regia di Claudia Weill - film TV (1992)
- Sulla strada per morire (The Switch), regia di Bobby Roth - film TV (1992)
- Gioco al massacro (Jonathan Stone: Threat of Innocence), regia di Michael Switzer - film TV (1994)
- Menendez: A Killing in Beverly Hills, regia di Larry Elikann - film TV (1994)
- Great Performances - serie TV, 1 episodio (1995)
- Un amore a metà (Sweet Temptation), regia di Ron Lagomarsino - film TV (1996)
- Il bacio della mantide (Widow's Kiss), regia di Peter Foldy - film TV (1996)
- Lansky - Un cervello al servizio della mafia (Lansky), regia di John McNaughton - film TV (1999)
- Frasier - serie TV, 1 episodio (1999)
- On the Edge, regia di Anne Heche, Mary Stuart Masterson, Helen Mirren e Jana Sue Memel – film TV (2001)
- Law & Order - Unità vittime speciali (Law & Order: Special Victims Unit) - serie TV, 5 episodi (2003-2008)
- Entourage - serie TV, 25 episodi (2005-2011)
- Cougar Town - serie TV, 1 episodio (2010)
- Una madre non proprio... perfetta (The Good Mother), regia di Richard Gabai - film TV (2013)
- Cercasi Michael disperatamente (The Michaels), regia di Bradford May – film TV (2014)
- Mom – serie TV, 3 episodi (2015)
- Shooter – serie TV, 6 episodi (2017-2018)
- Insatiable – serie TV, 2 episodi (2018)
- True Lies – serie TV, 4 episodi (2023)

### Doppiaggio
- I Simpson (The Simpsons) - serie TV, 2 episodi (1992-2008)
- Hair High, regia di Bill Plympton (2001)
- Battaglia per la Terra 3D (Terra), regia di Aristomenis Tsirbas (2007)
- I Griffin (Family Guy) - serie TV, 1 episodio (2007)
- Scooby-Doo! Mystery Incorporated - serie TV, 2 episodi (2010)

## Riconoscimenti
- Premio Emmy
  - 1984 – Candidatura alla miglior attrice in una miniserie TV per A Streetcar Named Desire
- Golden Globe
  - 1981 – Candidatura alla miglior attrice non protagonista in un film drammatico per La ragazza di Nashville
- Satellite Award
  - 1999 – Candidatura alla miglior attrice per American History X

## Doppiatrici italiane
Nelle versioni in italiano delle opere in cui ha recitato, Beverly D'Angelo è stata doppiata da:
- Daniela Nobili in Un amore, forse due, Mio papà è il Papa, Attori, Un bambino perso per sempre, Mom
- Melina Martello in National Lampoon's Vacation, Il grande imbroglio, Come ti rovino le vacanze, Accidental Love
- Rossella Izzo in Hair, High Spirits - Fantasmi da lega, True Lies
- Angiola Baggi in Law & Order - Unità vittime speciali (st. 5), Una notte violenta e silenziosa, Mom
- Lorenza Biella in Filo da torcere, Un amore a metà
- Anna Rita Pasanisi in Ma guarda un po' 'sti americani, American History X
- Ada Maria Serra Zanetti in A servizio ereditiera offresi
- Roberta Paladini in Un Natale esplosivo
- Roberta Greganti in Due teneri angioletti
- Barbara Castracane in La prossima vittima
- Elda Olivieri in Las Vegas - Una vacanza al casinò
- Serena Verdirosi in Illuminata
- Rita Savagnone in La coniglietta di casa
- Maddalena Vadacca ne I racconti della cripta
- Isabella Pasanisi in Law & Order - Unità vittime speciali (st. 9)
- Cristina Piras in Entourage
- Alessandra Chiari in Una madre non troppo... perfetta
- Patrizia Bracaglia in Wakefield - Nascosto nell'ombra
- Sonia Scotti in Insatiable
- Aurora Cancian in The Good House

Da doppiatrice, è sostituita da:
- Silvia Pepitoni in I Simpson (ep.3x20)
- Ambra Angiolini in I Simpson (ep.19x16)